# Caryn James

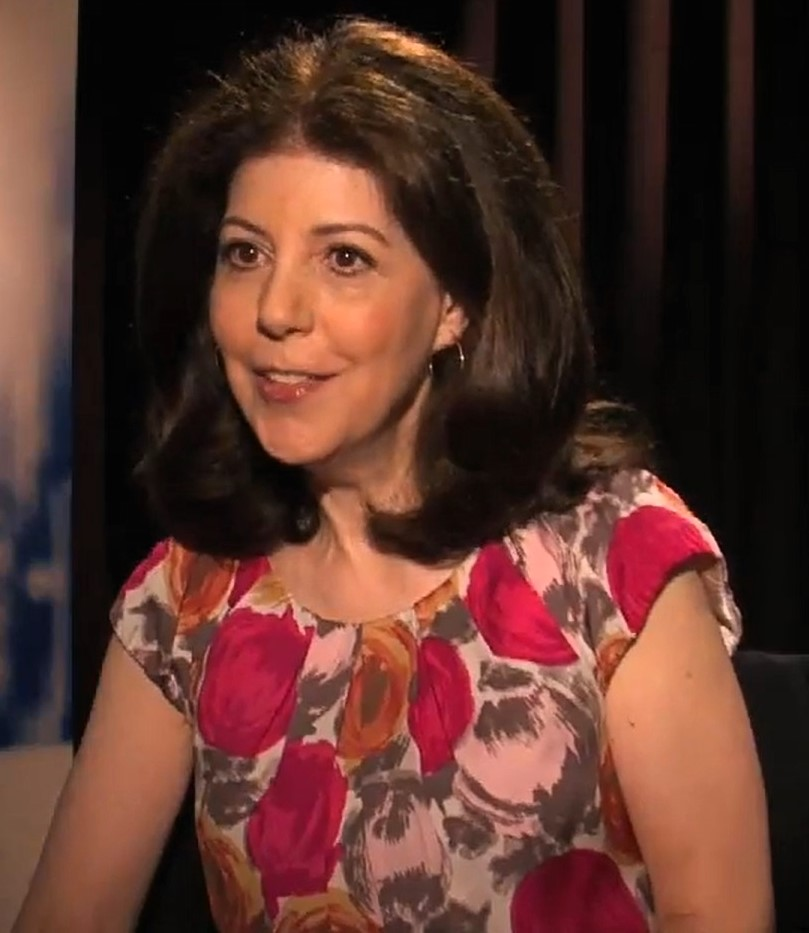
Caryn James (Videostandbild 2011)

Caryn A. James ist eine US-amerikanische Filmkritikerin, Journalistin, Hochschullehrerin und Schriftstellerin. Bis Dezember 2010 leitete sie den Bereich der Fernsehkritik bei der New York Times.

## Leben
Nachdem Caryn James ihren Bachelor mit „summa cum laude“ am Providence College erhalten hatte, promovierte sie in Englischer Literatur an der Brown University. Anschließend arbeitete sie als Freie Journalistin, bevor sie im Dezember 1984 für die Literaturkritik der New York Times angestellt wurde. Von 1988 bis 1989 war sie als Kulturreporterin unterwegs, bevor sie von 1989 bis 1995 Filmkritiken schrieb. Ab 1995 konzentrierte sie sich hauptsächlich auf den Bereich der Fernsehkritik, ehe sie 1997 die Leitung darüber übernahm.
Im Dezember 2010 verließ sie die New York Times und wurde Freie Journalistin. Kurz darauf startete sie mit James On Screen auf Indiewire.com ihren eigenen Blog, wo sie weiterhin über das Filmgeschehen berichtet. Zum Wintersemester 2011 wurde sie außerplanmäßige Assistenzprofessorin im Bereich Filmwissenschaften an der Columbia University.

## Veröffentlichungen
- 1999: Glorie, Penguin Books (Roman)
- 2006: What Caroline Knew, St. Martin’s Press (Roman)